# Ян Беніславський
Ян Беніславський (польск. Jan Benisławski; у ряді джерел - Іван або Йоан; 1735-1812) - діяч Римо-Католицької Церкви в Російській імперії.

## Біографія
Ян Бениславський народився в 1735 в Інфлянтах, ще в юні роки вступив до ордену єзуїтів, 1768 р. прийняв священний сан. Після закриття ордена, за призначенням освітньої комісії (у яку сам входив), якийсь час був ректором брестських шкіл.
Переселившись потім у Росію, Беніславський через свого родича Михельсона (відомого з упокорення Пугачовського повстання) познайомився з Потьомкіним і зумів повністю зачарувати його, а разом з тим придбати повну довіру, так що Потьомкін радився з ним про всі заходи, що стосувалися католицтва у Росії. Цією обставиною зуміли скористатися єзуїти на користь свого ордену. За допомогою Беніславського, який був у цьому випадку слухняним знаряддям єзуїтів, реалізовано проект про заснування в Росії посади римо-католицького архієпископа, яким був призначений Станіслав Богуш-Сестренцевич; на посаду ж коад'ютора призначено (1783 р.) Беніславського, чим хотіли паралізувати переваги, дані неугодному єзуїтам Сестренцевичу.
В 1783 р. Ян Беніславський був посланий російським урядом до Риму для переговорів з Папою Римським про затвердження римо-католицького архієпископства в Російській імперії, а також про те, щоб залишити єзуїтів в Білорусії на колишніх підставах. Перед відправленням до Риму Беніславський мав аудієнцію у Катерини ІІ, яка сказала йому: «Пам'ятайте, що я доручила вам найважливішу справу для моєї держави».
1 березня 1783 р. Бениславський прибув до Риму і на третій день після приїзду прийнятий був Папою в урочистій аудієнції. Затвердивши Сестренцевича та Беніславського на посадах архієпископа та коад'ютора, Папа рішуче відмовився визнати канонічне існування єзуїтського ордену в Білорусії. Втім, після повернення до Росії Беніславський стверджував, ніби Папа словесно визнав законним існування ордена в Білорусії і не видав письмового документа лише внаслідок протесту бурбонських дворів; згодом Бениславський не посоромився це хибне своє свідчення підтвердити письмово і навіть присягою.
8 лютого 1784 року Ян Бениславський був хіротонізований нунцієм Аркетті в сан єпископа Гадаринського у Palaestina Secunda, а незабаром (19 березня) поїхав з Потьомкіним до Криму, де хотів займатися улаштуванням церковних справ через наплив колонізаторів з-за кордону. При заснуванні шести римо-католицьких єпископій у Росії Беніславського призначено суфраганом полоцьким; при цьому на нього покладено був обов'язок цензурувати книги, що друкувалися в полоцькій друкарні, але в 1800 р. Беніславський був відкликаний із посади цензора за появу в календарі на 1800 рік статті, наповненої похвалами англійському флоту (що було порушенням виданого тоді для журналістики наказу - відгукуватися осудами про все, що стосується Англії). Призначений в 1801 головою римо-католицької колегії, Беніславський віддався в розпорядження єзуїтів і вирішував усі справи за їх вказівками .
Бениславським написано два твори: "Institutiones logicae see brevis tratatus de cultura ingenii" (Wilno, 1774) і "Rozmyślania dla księźy swieckich o powinnościach z listów i Ewangelii wzięte" (2 т., Polock, 1779,  Warsz. 1859).
У записці Сестренцевича, поданої ним імператору Олександру I, містяться дуже невтішні відгуки про Я. Бениславського - особливо щодо поведінки його в Римі, де він нібито "багато надав знаків благочестя свого  нахабними і безсоромними вчинками".
Єпископ Беніславський був типовим єзуїтом. На його частку випала роль виконавця досить складних планів, спрямованих на підтримку ордену в одну з критичних хвилин його життя, і цю роль Беніславський виконав з успіхом, не розбираючи, звичайно, коштів. Він здобув прихильність Сестренцевича, чим скористався виключно для цілей ордену і митрополит розгадав його лише тоді, коли влада фактично виявилася вилученою з його рук: звідси пояснюються закиди в невдячності, розсипані в записці Сестренцевича.
Ян Бениславський помер 25 березня 1812 року в містечку Зосули(Берзпілська волость).
Польська поетеса Констанция Бениславская  (1747—1806) була дружиною Петра — брата Яна Беніславського.